# Ужас Долорес Роуч
«Ужас Долорес Роуч» (англ. The Horror of Dolores Roach) — американский мини-сериал в жанре хоррор, премьера которого состоялась 7 июля 2023 года на Prime Video. Главные роли в нём исполнили Жустина Мачадо и Алехандро Эрнандес.

## Сюжет
Сценарий сериала основан на подкасте Аарона Марка «Ужас Долорес Роуч» и пьесе того же автора Empanada Loca, написанной под влиянием мюзикла «Суини Тодд, демон-парикмахер с Флит-стрит». Главная героиня выходит из тюрьмы после 16 лет заключения. В родном городе ей рад только друг-наркоман Луис, который разрешает ей открыть массажный салон в подвале своего кафе. Вскоре у Долорес снова возникают проблемы, и она идёт на преступление.

## В ролях
- Жустина Мачадо — Долорес Роуч
- Алехандро Эрнандес — Луис

## Производство и премьера
Шоураннером проекта стал Аарон Марк, главную роль получила Жустина Мачадо. Премьера мини-сериала, включающего восемь эпизодов, состоялась 7 июля 2023 года на Prime Video.